# مگالوپولیس (آرکادیا)
مگالوپولیس (به لاتین: Megalopolis) یک شهرک در یونان است که در Megalopolis Municipality واقع شده‌است.